# Diga di Büyükçekmece
La diga di Büyükçekmece è una diga della Turchia. Si trova nella provincia di İstanbul.